# Clathrodrillia flavidula
Clathrodrillia flavidula é uma espécie de gastrópode do gênero Clathrodrillia, pertencente à família Drilliidae.